# Centro de Investigación en TIC
El Centro de Investigación en TIC, más conocido como CITIC, es un centro de investigación situado en La Coruña, Galicia, España, que investiga las tecnologías de la información y, especializado en inteligencia artificial perteneciente a la Universidad de La Coruña (UDC).
En el año 2021 trabajaban en él 266 investigadores. Según datos del año 2020, cada año se publican 170 artículos científicos de revistas indexadas en JCR.
Cuenta con una fundación, la Fundación Centro de Investigación en Tecnologías de la Información y las Comunicaciones de Galicia (FCITIGG) dedicada al fortalecimiento del sector TIC en Galicia.

## Historia
El CITIC fue creado en el año 2008 para potenciar su I+D+i en las tecnologías de la información y la comunicación, y el fomento de la transferencia tecnológica.
Sus instalaciones han recibido sucesivas ampliaciones, la última está prevista que acabe en el año 2023. En el futuro está previsto su traslado a la Ciudad de las TIC.
Actualmente el único acreditado como Centro Singular de investigación por la Junta de Galicia.

## Investigación
Sus áreas de investigación son:
- Inteligencia artificial (recuperación de Información, sistemas inteligentes, sistemas de recomendación, visión artificial y procesado de lenguaje natural)
- Ciencia e ingeniería de datos (BigData, recuperación de información)
- Computación de altas prestaciones (HPC)
- Servicios y redes inteligentes
- Ciberseguridad

## Investigadores destacados
- Amparo Alonso Betanzos, coordinadora del Laboratorio de Investigación y Desarrollo en Inteligencia Artificial (LIDIA)
- Verónica Bolón, académica de la Real Academia de Ciencias Exactas, Físicas y Naturales[7]
- Bertha Guijarro